# Rhapsody (modélisation)
Pour les articles homonymes, voir Rhapsody.
IBM Engineering Rhapsody (anciennement Rational Rhapsody) est un logiciel de modélisation UML initialement créé par I-Logix, société rachetée par Telelogic, elle-même rachetée par IBM.
Il permet de modéliser un système, de gérer les exigences, de générer et compiler le code.
Il permet également de créer un modèle à partir du code source complet d'une application (rétro-ingénierie).
Rhapsody supporte différents langages de programmation : C, C++, C#, Ada et Java.
Le code généré peut être modifié dans le modèle ou avec l'EDI associé : Rhapsody se charge de mettre à jour le modèle (roundtrip).